# Прилучний Павло Валерійович
Павло Валерійович Прилучний (нар. 5 листопада 1987) — російський актор, театру, і кіно. Підтримав вторгнення Росії проти України.

## Біографія
Павло Прилучний народився 5 листопада 1987 року в Шимкенті. Мати — хореограф, батько — боксер (помер, коли Павлу було 13 років), відразу після смерті батька Павло виїхав до Росії, в Новосибірськ, причому поїхав один, без матері. З дитинства займався хореографією, вокалом і боксом.
У Новосибірську працював кур'єром і вантажником, паралельно вступив у хореографічне училище, але незабаром пішов звідти через фінансові труднощі. Після цього вступив до Новосибірського державного театрального училища (курс Ахреєва; безкоштовне навчання), яке і закінчив у 2005 році. В 2010 році закінчив Російський інститут театрального мистецтва (ГІТІС), акторсько-режисерський курс Сергія Анатолійовича Голомазова. Отримав велику популярність після виходу на екран фільму Павла Санаєва «На грі», де він виконав роль Дока. На початку 2010 року знявся в сиквелі «На грі. Новий рівень». З 2 липня 2011 бере участь у програмі «Подружжя Піночетів» на НТВ. Влітку 2011 року знявся в дебютному кліпі на пісню «Все вирішено» молодої співачки Elvira T. У 2012 році актор зробив отопластику. У 2019 році Павло також спробував себе у ролі продюсера, знявши власний серіал «В Клітці», де також зіграв головну роль і особисто виконав усі трюки.

## Громадська позиція
У 2022 році підтримав вторгнення Росії в Україну.

## Особисте життя
У 2009 році в ряді ЗМІ була опублікована інформація про близькі стосунки Павла Прилучного з голлівудською актрисою Ніккі Рід. Причиною пильної уваги преси стали фотографії, на яких чітко проглядається татуювання «Прилучний» на зап'ясті актриси. До жовтня 2011 татуювання зникло.
На зйомках серіалу «Закрита школа» познайомився з актрисою і моделлю Агатою Муценіеце. У серпні 2011 року пара таємно одружилася в одному з московських РАГСів (Муценіеце у своїх профілях в соцмережах вказує датою весілля 19 липня). 11 січня 2013 у них народився син Тимофій. 3 березня 2016 року у пари народилася дочка Мія.
В лютому 2020 подружжя вирішило розірвати шлюбу.
25 серпня 2022 року Прилучний одружився з вірменською актрисою Зепюр Брутян.

## Визнання і нагороди
- 2015 — Лауреат XXVIII премії Nickelodeon Kids' Choice Awards в номінації «Улюблений російський актор»[10].
- 2015 — Лауреат XI Народної премії «Жорж 2015» в номінації «Російський герой року» за роль Ігоря Соколовського в телесеріалі «Мажор»[11].

## Робота в театрі

### Новосибірський Академічний Молодіжний театр«Глобус»
- Спектакль «Біла вівця», роль Мишина
- Мюзикл «НЕП», роль Опришки

### Навчальний театр«ДІТІС»
- «Дні Турбіних», роль Шервинского
- «Біси», роль Федька каторжної.

Працював у театрі на Малій Бронній, станом на 2012 рік — в Театрі ім. М. А. Булгакова («Булгаковський дім»).

## Робота в рекламі
- 2007 — Реклама Juicy Fruit «Грувібуз» або «Грейпельсін»